# Franz Babinger
Franz Babinger (Weiden in der Oberpfalz, 1891. január 15. – Durrës, Albánia, 1967. június 23.) bajor történész, az Oszmán Birodalom neves kutatója. Nagy ismeretségre a máig mérvadó, II. Mehmed szultánról szóló biográfiájával tett szert, amely eredetileg a Mehmed der Eroberer und seine Zeit címen jelent meg.

## Élete
Babinger a bajorországi Weiden in der Oberpfalzban született 1891. január 15-én, és már középfokú tanulmányai befejezése előtt megmutatkozott nyelvészi tehetsége. Egyetemi évei elkezdését megelőzően magas szinten megtanult perzsául és héberül.  
Babinger doktorátusát a müncheni Lajos–Miksa Egyetemen szerezte meg nem sokkal az első világháború kirobbanása előtt, majd csatlakozott a Német Hadsereghez. Nyelvtudása miatt a Közép-Keleten teljesített szolgálatot, megmentve őt a véresebb harcokban való részvételtől, amely korosztálya számos reményteli fiataljának életét szabta rövidre. A háború után Berlinben folytatta az egyetemet, ahol 1921-ben az akkori Friedrich-Wilhelms Universität professzorává emelkedett. Közzétette Geschichtsschreiber der Osmanen und ihre Werke című tanulmányát, amelyben az oszmánokra vonatkozó történettudományi kiadványokat rendszerezte.  A nácik 1933-as hatalomra jutásával le kényszerült mondani pozíciójáról. Nicolae Iorga, az elismert román honatya és tudós, a Török Birodalom történetének fontos kutatója Bukarestbe hívta, ahol 1943-ig folytathatta munkáját.    
A második világháború lezárása után, 1948-at követően tanárként dolgozott Münchenben a Lajos–Miksa Egyetemen 1958-as nyugdíjazásáig. 1957-ben a romániai zsidók elleni német atrocitások mellett tanúskodott. Haláláig folytatta a munkáját, és adott ki publikációkat. 1967. június 23-án szerencsétlen baleset folytán vízbe fulladt Albániában.

## Főbb művei
- Geschichtsschreiber der Osmanen und ihre Werke (1923)
- Mehmed der Eroberer und seine Zeit (1953)